# Kazimierz Przerwa-Tetmajer
Kazimierz Przerwa-Tetmajer, född 12 februari 1863 i Ludźmierz, död 18 januari 1940 i Warszawa, var en polsk författare.
Tetmajer gjorde sig genom fem diktsamlingar, Poezye (1891–1905), bemärkt som en av sin tids främsta polska lyriker, särskilt genom sina melankoliska stämningsbilder från Karpaterna (Nad skalnem Podhalu; 1903–04). Genom minnesdikterna över Adam Mickiewicz (1888) och Zygmunt Krasiński (1889) tog han ledningen av den nya polska skaldeskolan, som med djupsinnig reflexion förenade stark impressionistisk stämning i plastisk form.
Mindre betydande var Tetmajer som romanförfattare, Aniol śmierci (Dödens ängel, 1898), Melancholia (1899), Otchlań (1900), Panna Mery, den politisk-satiriska fantasin Król Andrzej (1909) och Zatracenie (Förintelse; 1910). Dessutom skrev han de av Maurice Maeterlinck påverkade sagospelen Sfinx (1893) och Zawisza Czarny (1901).